# Pterigynandrum boscii
Pterigynandrum boscii là một loài rêu trong họ Pterigynandraceae. Loài này được DC. ex Brid. mô tả khoa học đầu tiên năm 1827.